# Adeel Akhtar
Adeel Akhtar, född 18 september 1980 i London, är en brittisk skådespelare.
Akhtar har bland annat medverkat i TV-serierna Saknad, aldrig glömd från 2015, The Night Manager från 2016 och Sweet Tooth (2021-2023). Han har även medverkat i filmerna The Dictator från 2012, Pan från 2015, Murder Mystery från 2019, Enola Holmes från 2020, Enola Holmes 2 från 2022 och Murder Mystery 2 från 2023.

## Filmografi (i urval)
- 2012 – The Dictator
- 2015 – Pan
- 2015 – Saknad, aldrig glömd (TV-serie)
- 2016 – The Night Manager (TV-serie)
- 2019 – Murder Mystery
- 2020 – Enola Holmes
- 2021–2023 – Sweet Tooth (TV-serie)
- 2022 – Enola Holmes 2
- 2023 – Murder Mystery 2
- 2024 – Sanningen (TV-serie)